# Armas y no mantequilla
Armas y no mantequilla es el décimo segundo capítulo de la cuarta temporada de la serie dramática El Ala Oeste.

## Argumento
Josh está desesperado: busca los votos necesarios para llevar adelante una importante Ley de Cooperación Internacional. Quiere aumentar los fondos destinados a países del tercer mundo, para aumentar la educación y la sanidad, favoreciendo la paz. Para ello manda a Donna a buscar a una congresista demócrata que está en paradero desconocido. Esta se encuentra dos veces con su ayudante, Jane Cleery, quien está escondiéndola de las presiones del gobierno. Sus votantes quieren el dinero para sus escuelas, no para otros países.
Mientras, Will sigue soportando las novatadas del personal de la Casa Blanca, la última a cargo de C.J. que le deja una oveja en su despacho. Esta, tras darle un anónimo a Danny Concannon vuelve a escuchar de este el siguiente paso en la investigación por la muerte del Ministro de Defensa de Qumar. Además, intentará que el Presidente Bartlet se haga una foto con una vaca destinada al tercer mundo. Pero resulta ser una oveja.
Toby recibe la oferta de un republicano para votar Si a la Ley a cambio de un estudio sobre Oraciones que costará 150 mil Dólares. Josh la tomará a consideración, a pesar de que los demás lo consideran un chantaje. Por su parte Charlie busca el modo de aumentar las ayudas a militares retirados. Intentando impresionar a Zoey se pone en contacto con un comandante de El Pentágono para buscar el modo de subir las ayudas para comedores a los miembros del ejército retirados. Pero se le va de las manos, bordeando el tráfico de influencias. Finalmente no irá a mayores, revelándole el Presidente que no le agrada demasiado el nuevo novio de su hija.

## Curiosidades
- Hay un error en el episodio: al recordar C.J. cuando los evangélicos rezaron por ella se confunde el momento: fue tras la primera elección, y no poco después de la reelección, cuatro años después.
- Aaron Sorkin decidió escribir sobre la Ayuda Extranjera (o Ayuda a la Cooperación Internacional) tras conocer como Chipre dedica más porcentaje de su PIB al Tercer Mundo que los mismísimos Estados Unidos.[1]
- El título del episodio se refiere a la postura de algunos gobiernos norteamericanos, que prefieren vender armas al tercer mundo que ayudarles a salir de la miseria.

## Enlaces
- Enlace al Imdb
- Guía del Episodio (en inglés)